# Constancio de Capri
Constancio (siglo VII - Capri, siglo VII) fue un obispo italiano, considerado el evangelizador de algunas regiones del sur de Italia; venerado como un santo por la Iglesia católica, es el santo patrón de Capri.

## Hagiografía
Las noticias sobre su vida son muy fragmentadas: algunos historiadores creen que podría ser el patriarca Constantino I de Constantinopla, que se venera en la Iglesia griega el 9 de agosto.
Con seguridad, Constancio realizó una evangelización contra los herejes en el sur de la península italiana, llegando hasta la isla de Capri, donde murió: su trabajo en la isla fue tal que después de su muerte los habitantes construyeron una iglesia dedicada a él, que durante varios siglos fue también la catedral de la diócesis de Capri.

## Culto
La Iglesia católica lo conmemora el 14 de mayo, pero no está registrado en el Martirologio romano.
Las reliquias del santo se conservan en parte en la Iglesia de San Stefano en Capri y otra parte en la cripta de San Guillermo del Santuario de Montevergine.